# Boerhavia reniformis
Boerhavia reniformis är en underblomsväxtart som beskrevs av Emilio Chiovenda. Boerhavia reniformis ingår i släktet Boerhavia och familjen underblomsväxter. Inga underarter finns listade i Catalogue of Life.